# Antígona de Macedonia
Antígona o Antigoné (en griego antiguo: Ἀντιγόνη, romanizado: Antigónê}) fue una princesa macedonia que vivió en el siglo IV a. C. Su padre fue Casandro   y el nombre de su madre es desconocido. Era sobrina de Antípatro, regente de Macedonia   Se casó en primeras nupcias con Magas de Macedonia, cuyo hija fue Berenice I, esposa de Ptolomeo I. En segundas nupcias se casó con Lagos.